# Fußballclub Tirol Innsbruck
Il Fußballclub Tirol Innsbruck, noto semplicemente come FC Tirol, è stata una società calcistica austriaca con sede a Innsbruck, attiva dal 1993 al 2002, quando ne fu dichiarato il fallimento.

## Storia
L'iniziale denominazione era Fußballclub Innsbruck/Tirol, in seguito modificata nell'attuale. La società vanta la conquista di 3 titoli nazionali.

## Calciatori celebri

### Capocannonieri della Bundesliga
- 1994-1995 Souleyman Sané (20 gol)
- 2000-2001 Radosław Gilewicz (22 gol)

## Allenatori

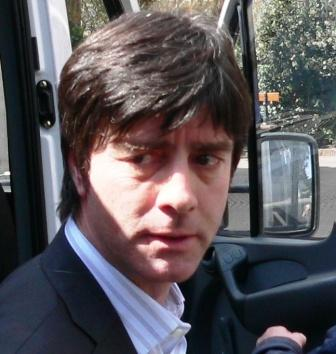
Joachim Löw

- 1993-1994: Horst Köppel
- 1994: Wolfgang Schwarz
- 1994-1995: Hans Krankl
- 1995-1997: Dietmar Constantini
- 1997: Heinz Peischl
- 1997-1998: František Cipro
- 1999-2001: Kurt Jara
- 2001: Heinz Binder
- 2001-2002: Joachim Löw

## Palmarès

### Competizioni nazionali
- Campionato austriaco:

1999-2000, 2000-2001, 2001-2002

### Altri piazzamenti
- Campionato austriaco:

Terzo posto: 1995-1996
- Coppa d'Austria:

Finalista: 2000-2001
- Supercoppa d'Austria:

Finalista: 2000, 2001

## Statistiche e record

### Statistiche nelle competizioni UEFA
| Competizione                  | Partecipazioni | G  | V | N | P | RF | RS |
| ----------------------------- | -------------- | -- | - | - | - | -- | -- |
| UEFA Champions League         | 2              | 4  | 1 | 0 | 3 | 3  | 7  |
| Coppa delle Coppe             | 1              | 4  | 2 | 1 | 1 | 6  | 5  |
| Coppa UEFA/UEFA Europa League | 5              | 18 | 8 | 5 | 5 | 27 | 26 |
| Coppa Intertoto UEFA          | 1              | 8  | 5 | 2 | 1 | 16 | 16 |